# Chrysolina limbata
Chrysolina limbata är en skalbaggsart som först beskrevs av Fabricius 1775.  Chrysolina limbata ingår i släktet Chrysolina, och familjen bladbaggar. Enligt den svenska rödlistan är arten sårbar i Sverige. Arten förekommer på Öland och Götaland. Arten har tidigare förekommit i Svealand men är numera lokalt utdöd. Artens livsmiljö är jordbrukslandskap, stadsmiljö.

## Bildgalleri

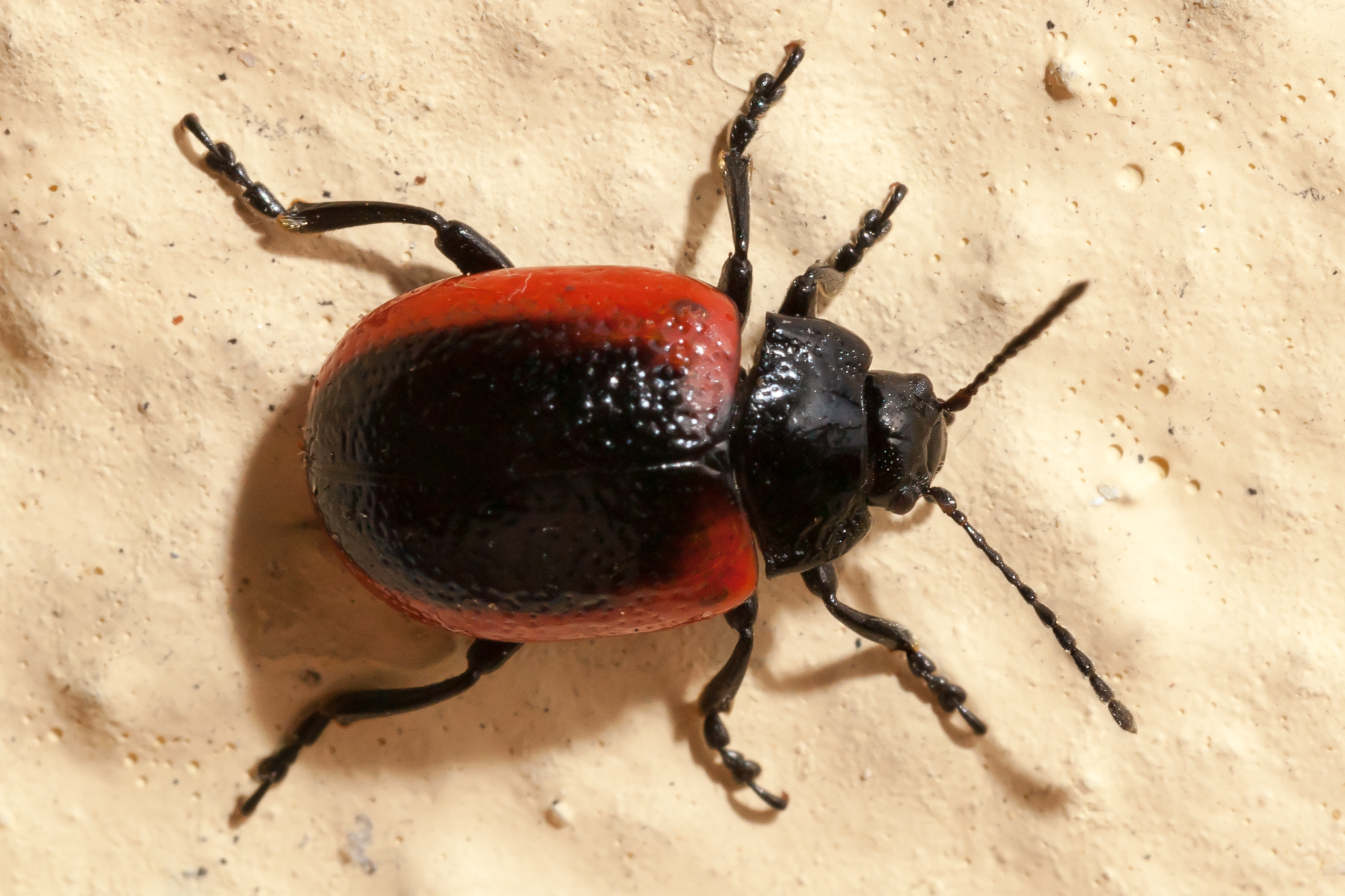